# Pristimantis spinosus
Pristimantis spinosus är en groddjursart som först beskrevs av Lynch 1979.  Pristimantis spinosus ingår i släktet Pristimantis och familjen Strabomantidae. IUCN kategoriserar arten globalt som nära hotad. Inga underarter finns listade i Catalogue of Life.